# Botswana Defence Force XI Football Club
Il Botswana Defence Force XI Football Club, spesso abbreviato in BDF XI F.C., è la squadra di calcio della Botswana Defence Force, l'esercito botswano.

## Palmarès

### Competizioni nazionali
- Premier League: 7

1981, 1988, 1989, 1991, 1997, 2002, 2004
- BFA Challenge Cup: 3

1989, 1998, 2004

### Altri piazzamenti
- BFA Challenge Cup:

Finalista: 1991, 1995, 2006, 2009

## Presenze alle competizioni internazionali
- CAF Champions League:
  - 1998: turno preliminare
  - 2003: turno preliminare
- Coppa dei Campioni d'Africa:
  - 1982: primo turno
  - 1989: primo turno
  - 1990: turno preliminare
  - 1992: turno preliminare
- Coppa della Confederazione CAF:
  - 2005: primo turno
- Coppa CAF:
  - 2002: secondo turno
- Coppa delle Coppe d'Africa:
  - 1999: primo turno